# Krowiziół zbożowy
Krowiziół zbożowy (Gypsophila vaccaria (L.) Sm.) – gatunek rośliny z rodziny goździkowatych (Caryophyllaceae). Tradycyjnie wyróżniany w ramach monotypowego rodzaju krowiziół (Vaccaria), ale w XXI wieku włączony do rodzaju łyszczec Gypsophila. Gatunek jest rodzimy dla obszaru śródziemnomorskiego w Europie, północnej Afryce i Azji (sięga na wschodzie po Sinciang w Chinach), poza tym jednak został szeroko rozpowszechniony i obecny jest w Ameryce Północnej i Południowej, w południowej Afryce i w Australii. W Polsce rósł na rozproszonych stanowiskach w całym kraju, zwłaszcza na Dolnym Śląsku i Roztoczu, jednak współcześnie na większości stanowisk wyginął i nawet zaczął być uważany za wymarły. W 2018 ogłoszono o odnalezieniu gatunku pod Wrocławiem.
Jest chwastem w uprawach zbóż, rośnie także na miedzach, przydrożach i nasypach, także w ubogich murawach, na stokach. 

## Morfologia

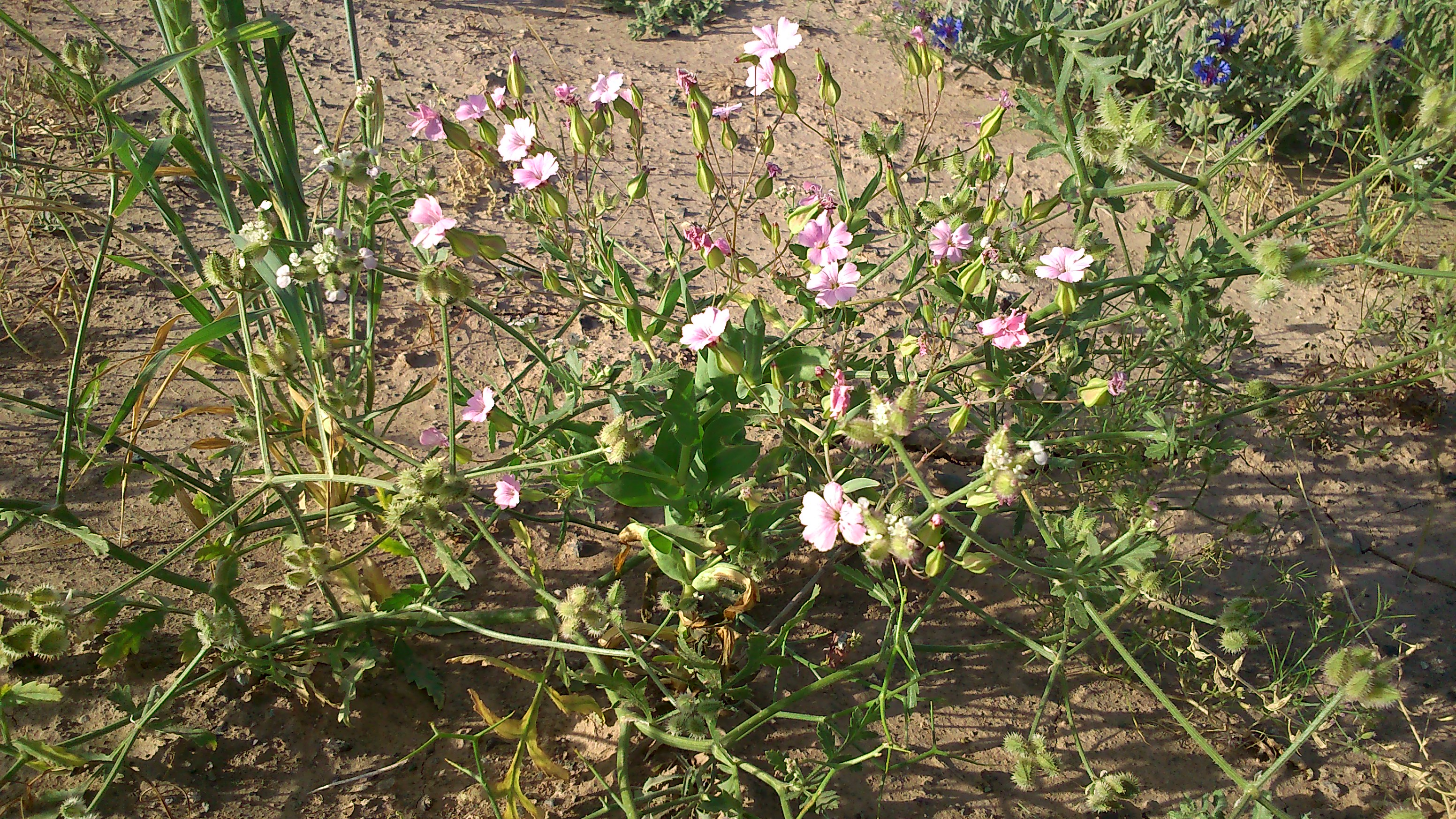
Pokrój

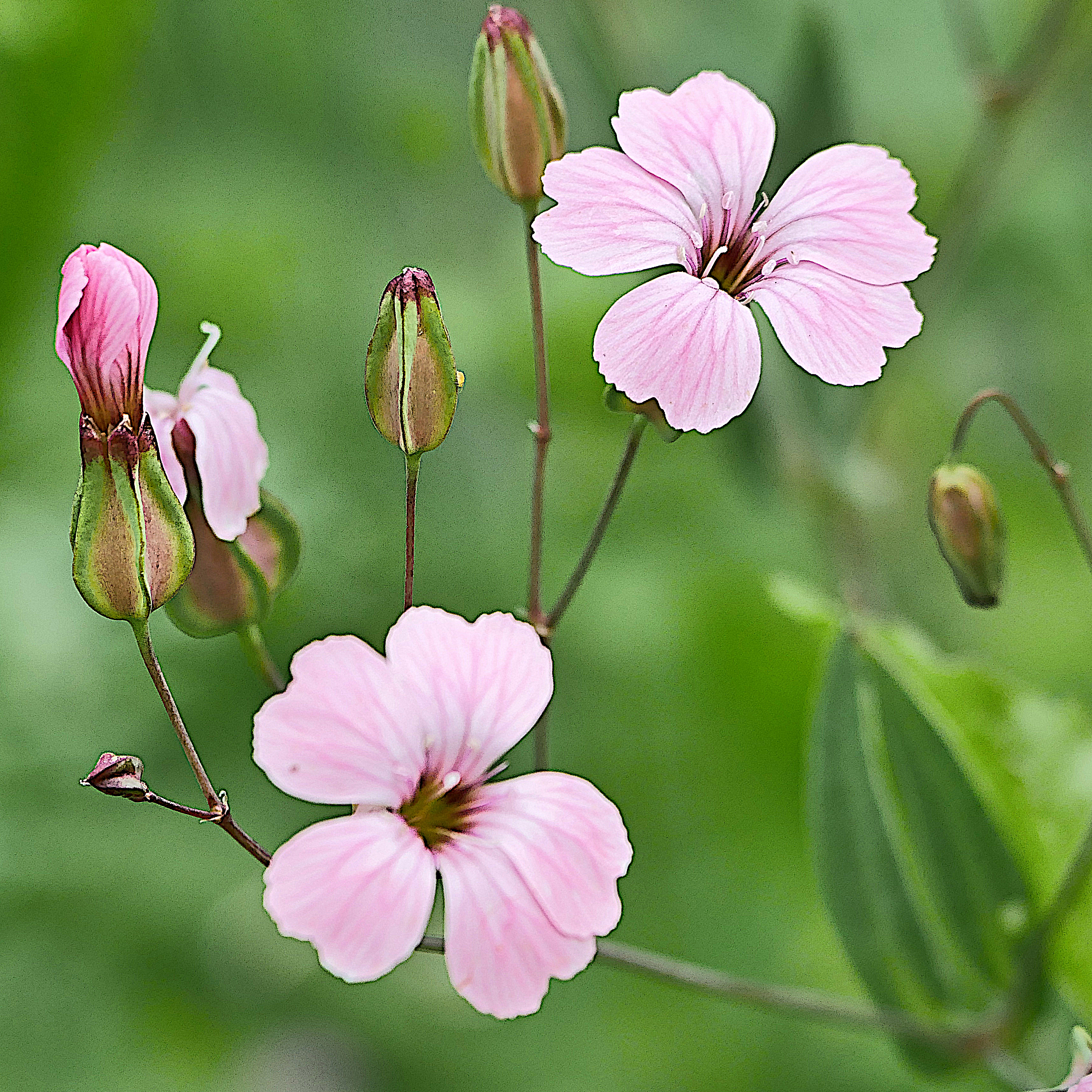
Kwiaty

PokrójRoślina jednoroczna, zielna, naga, osiągająca do 60 cm wysokości. Łodyga w środku pusta, w górze widlasto rozgałęziona. Korzeń tęgi.
LiścieNaprzeciwległe, niebieskozielone, nasadami zrośnięte, przy czym górne liście są siedzące, a dolne ogonkowe. Blaszka osiąga do 10 cm długości i 4 cm szerokości. Ma kształt jajowatolancetowaty lub lancetowaty, jest całobrzega, u nasady sercowato wcięta lub zaokrąglona, a na szczycie zaostrzona lub stępiona. Z pojedynczą wiązką przewodzącą.
KwiatyZebrane są w silnie rozgałęzione wierzchotkowate kwiatostany. Osadzone są na szypułkach wielokrotnie dłuższych od kielicha, u nasady z błoniastymi przysadkami i podkwiatkami osiągającymi do 5 mm długości i o kształcie lancetowatym. Sam kielich zrosłodziałkowy, pięciogroniasty (do oskrzydlonego, zwłaszcza podczas owocowania), u dołu rozdęty, białawozielony, osiąga od 10 do 17 mm długości. Zwieńczony jest pięcioma jajowatymi i ostro zakończonymi ząbkami. Płatków jest pięć, zwężonych u nasady w paznokieć, bez przykoronka. Kolor mają różowopurpurowy, długość do 20 mm, z czego łatki wystające z rurki kielichowej osiągają do 5 mm długości. Łatki te bywają niepodzielone lub wcięte na szczycie. Pręcików jest 10 (z miodnikami u nasady nitek pręcikowych), a pojedynczy słupek zwieńczony jest dwiema szyjkami o długości 10–12 mm. Na ich końcu znajdują się wąskie, brodawkowate znamiona. Zalążnia jest jednokomorowa, czasem u dołu z pojedynczą, niepełną przegrodą.
OwoceLiczne, błyszczące torebki o kształcie kulistym lub jajowatym i długości od 10 do 15 mm. Otwierają się słabo rozchylającymi się na szczycie 4 ząbkami. Zawierają ok. 10 kulistych i czarnych nasion o średnicy ok. 2 mm.

## Biologia i ekologia
Kwitnie w czerwcu i lipcu. Gatunek charakterystyczny upraw zbożowych na glebach wapiennych ze związku Caucalidion lappulae. Liczba chromosomów 2n = 30.

## Systematyka i zmienność
Gatunek należy do rodziny goździkowatych (Caryophyllaceae), rzędu goździkowców (Caryophyllales) w obrębie dwuliściennych właściwych. W obrębie goździkowatych wyłączany był zwykle we własny, monotypowy rodzaj krowiziół (Vaccaria Wolf) reprezentujący podrodzinę Caryophylloideae i plemię Caryophylleae. Badania molekularne wykazały, że rodzaj ten jest zagnieżdżony w obrębie rodzaju łyszczec Gypsophila, czyniąc z niego takson parafiletyczny. W efekcie w drugiej dekadzie XXI wieku takson został włączony do tego rodzaju.
Obok podgatunku nominatywnego V. hispanica subsp. hispanica wyróżnia się V. hispanica subsp. grandiflora (Ser.) Holub (syn. var. grandiflora (Jaub et Spach) Čelak.). Takson ten wyróżnia się płatkami dłuższymi o połowę od kielicha, paznokciem wystającym z jego rurki i łatką płatka osiągającą 8 mm długości, na szczycie dwudzielną.
W uprawie popularny jest kultywar 'Pink Beauty' o kwiatach z okazałymi, jasnoróżowymi płatkami. 

## Zagrożenia i ochrona
Roślina umieszczona na Czerwonej liście roślin i grzybów Polski (2006) w grupie gatunków wymierających (kategoria zagrożenia: E). W wydaniu z 2016 roku otrzymała kategorię RE (wymarły na obszarze Polski).
Znajduje się także w Polskiej czerwonej księdze roślin w grupie gatunków wymarłych (kategoria EX).

## Zastosowania
Gatunek jest uprawiany jako roślina ozdobna (odmiana wielkopłatkowa). Rozmnaża się łatwo i szybko z nasion.